# Tălpaș, Dolj
Tălpaș este satul de reședință al comunei cu același nume din județul Dolj, Oltenia, România. Facea parte din comuna Farcas.
 Acest articol despre o localitate din județul Dolj este deocamdată un ciot. Puteți ajuta Wikipedia prin completarea lui.